# خالده جرار
خالده جرار (عربی: خالدة جرار؛ زاده: ۹ فوریه ۱۹۶۳) یک فعال سیاسی فلسطین فعال فمینیست چپ، عضو دفتر سیاسی جبهه خلق برای آزادی فلسطین و عضو شورای قانونگذاری فلسطین است. وی در زمینه دفاع از حقوق بشر، به ویژه حقوق زندانیان فلسطینی فعالیت می‌کرد او رهبری بنیاد وجدان برای رفاه زندانیان و بازداشت شدگان را بر عهده داشت.
در ژانویه ۲۰۲۵، جرار به عنوان بخشی از آتش بس جنگ سه مرحله ای اسرائیل و حماس آزاد شد.